# Shaine Casas
Shaine Casas (San Diego, 25 dicembre 1999) è un nuotatore statunitense.

## Carriera
Ai mondiali di Budapest 2022 ha vinto la medaglia di bronzo nei 200m dorso, dietro al connazionale Ryan Murphy e al britannico Luke Greenbank. Ha conquistato anche cinque ori ai mondiali in vasca corta.

## Palmarès
- Mondiali

Budapest 2022: bronzo nei 200m dorso.
Doha 2024: oro nella 4x100m misti, bronzo nella 4x100m sl e nella 4x200m sl.
Singapore 2025: argento nei 200m misti, bronzo nella 4x100m sl.
- Mondiali in vasca corta

Abu Dhabi 2021: oro nei 100m dorso e nella 4x50m misti; argento nei 200m dorso, nella 4x50m misti misti e nella 4x100m misti; bronzo nella 4x100m sl.
Melbourne 2022: oro nella 4x50m misti mista, argento nei 200m dorso e nella 4x50m misti, bronzo nella 4x100m sl.
Budapest 2024: oro nei 200m misti e nella 4x200 m sl, argento nella 4x100m misti e nella 4x100m misti mista, bronzo nella 4x50m misti mista.